# Elasticsearch
Elasticsearch est un logiciel utilisant Lucene pour l'indexation et la recherche de données. Il fournit un moteur de recherche distribué et multientité à travers une interface REST. C'est un logiciel écrit en Java distribué sous licence Elastic (Open core). L'éditeur propose aussi une version sous Server Side Public License ainsi que la possibilité de souscrire une offre Saas.
Elasticsearch est le serveur de recherche le plus populaire chez les professionnels, suivi par Apache Solr qui utilise aussi Lucene. Il est associé à deux autres produits libres, Kibana et Logstash, qui sont respectivement un visualiseur de données et un ETL (initialement destiné aux logs).
L'indexation et la recherche des données s'effectue à partir d'une API REST. Les données échangées sont au format JSON.

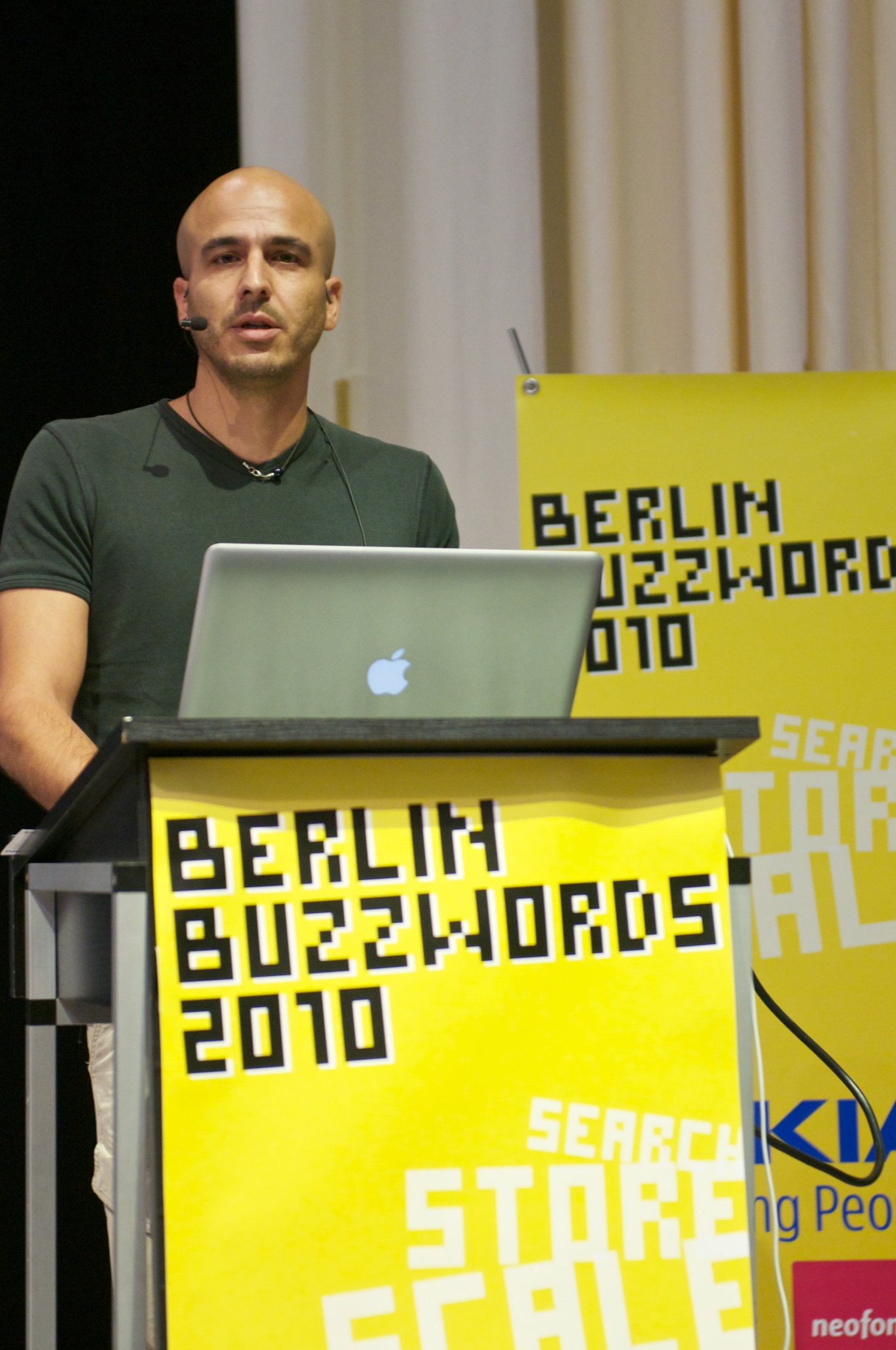
Shay Banon parlant d'Elasticsearch à Berlin Buzzwords 2010

## Histoire
Elasticsearch a été créée par Shay Banon, fondateur de Compass Project (en) en 2004. Lors de la conception de la troisième version de Compass, Banon se rend compte qu'il est nécessaire de réécrire une grande partie du logiciel pour gérer les montées en charge. De là est né Elasticsearch, une solution construite pour être distribuée et pour utiliser du JSON via des requêtes HTTP, ce qui rend le moteur de recherche utilisable avec n'importe quel langage de programmation. La première version sort le 8 février 2010 avec un numéro de version 0.4.0. Suivent des sorties quasi mensuelles avec, certains mois, plusieurs versions, numérotées 0.X jusqu'à une version 1.0, sortie le 12 février 2014 soit quatre ans après la première.
En 2012 est créée l'entreprise ElasticSearch par Shay Banon et Steven Schuurman ; le siège social est situé à Amsterdam aux Pays-Bas. S'ensuit une première levée de fonds de 10 millions de dollars, puis 24 millions de dollars en 2013 et 70 millions en 2014,,, ce qui valorise l'entreprise à 700 millions de dollars, d'après le site fortune.com. La société est cotée au NASDAQ depuis le 4 octobre 2018.
En 2021 le changement de licence d'Elasticsearch vers la licence non libre SSPL a entraîné la création du fork OpenSearch. Fin août 2024, l’entreprise fait marche arrière en ajoutant la licence AGPL.

## Description
Elasticsearch permet de faire des recherches sur tout type de document. Il possède une architecture adaptable, fait des recherches quasiment en temps réel et peut s'organiser en multitenant.
Elasticsearch utilise Lucene et essaie de rendre toutes ses fonctions disponibles via les interfaces JSON et Java. Il possède aussi des fonctionnalités de recherche à facettes et de percolation.
Elasticsearch est distribué ce qui signifie que les données stockées sont divisées en éclats (shard en anglais) sur un ou plusieurs nœuds. Afin de garantir la résilience, chaque éclat peut avoir zéro ou plusieurs répliques. Chaque nœud du cluster héberge un ou plusieurs éclats et agit en coordinateur pour déléguer les opérations au nœud qui contient le bon éclat. L'équilibrage et le routage sont réalisés automatiquement.